# Franz Beckenbauer
Pour les articles homonymes, voir Beckenbauer.
Franz Beckenbauer, né le 11 septembre 1945 à Munich et mort le 7 janvier 2024 à Salzbourg, en Autriche, est un footballeur international puis entraîneur allemand.
Grand nom de l'histoire du football au poste de libéro, Beckenbauer signe sa domination au plus haut niveau international en remportant en tant que capitaine de l'équipe d'Allemagne de l'Ouest le Championnat d'Europe de 1972 et la Coupe du monde deux ans plus tard. En plus de ses succès internationaux, Beckenbauer mène également son club du Bayern Munich au triplé en Coupe des clubs champions européens (1974-76) et est élu deux fois Ballon d'or, en 1972 et 1976 (il est l'un des trois seuls défenseurs à avoir décroché la récompense avec son compatriote Matthias Sammer du Borussia Dortmund en 1996 et l'Italien Fabio Cannavaro de la Juve en 2006). Le Bavarois devient ensuite sélectionneur de l'Allemagne et remporte notamment la Coupe du monde 1990. Il est considéré, avec Paolo Maldini, Franco Baresi et Bobby Moore comme l'un des meilleurs défenseurs centraux de l'histoire du football,.
Le surnom « der Kaiser » (l'empereur) lui est attribué à partir de 1968. Beckenbauer raconte que l'origine de ce surnom est liée à une photo prise par des journalistes lors d'un match amical à Vienne en Autriche. Sur le lieu où se déroule la session photo, il y a un buste de l'empereur François-Joseph Ier (en allemand Kaiser Franz Joseph I) à côté duquel Beckenbauer prend la pose. Les journaux publient la photo avec le titre Fußball-Kaiser (l'empereur du football). L'aura du footballeur ainsi que son prénom Franz popularise alors le surnom. Bien qu'on associe souvent Beckenbauer au numéro 5 qu'il porte lors de la victoire en Coupe du monde 1974, le Kaiser n'a pas de numéro spécifiquement attribué comme cela peut l'être pour les autres grands joueurs. Lors des coupes du monde 1966 et 1970 il porte le numéro 4, et lorsqu'il joue aux Cosmos de New York il porte le 6.
Président d'honneur du Bayern Munich de 2009 jusqu'à son décès, il préside le club entre 1994 et 2009. Il est également vice-président de la DFB entre 1998 et 2010, et membre du comité exécutif de la FIFA entre 2007 et 2011. Il a par ailleurs dirigé le comité d'organisation de la Coupe du monde 2006.
Il est, avec Mário Zagallo (décédé deux jours avant lui) et Didier Deschamps, l'une des trois personnalités de l'histoire du football, à avoir gagné la Coupe du monde à la fois en tant que joueur et en tant que sélectionneur. Il fait partie de l'équipe mondiale du XXe siècle. En 2024 à Paris, l'Association internationale de la presse sportive (AIPS) à l'occasion de son 100e anniversaire l'a élus troisième meilleur joueur après Pelé et Diego Maradona,.

## Biographie

### Joueur (1951-1983)

#### Débuts
Franz Beckenbauer naît à Munich le 11 septembre 1945, dans l'Allemagne en ruine de l'après-guerre.
Fils d'un percepteur des postes, Franz Beckenbauer signe sa première licence à l'âge de 9 ans au club du SC 1906 Munich. Il raconte de son enfance : 
« J’ai grandi dans le catholicisme, ce qui est particulièrement important pour ma mère. Elle était religieuse, fréquentait régulièrement l’église jusqu’à un âge avancé. Elle m’a donné beaucoup pour la vie - des valeurs qui comptent, certains traits de caractère, mais aussi la foi. Enfant, j’étais bien sûr un enfant de chœur dans notre paroisse de Munich-Obergiesing et plus tard, j’ai rejoint la jeunesse catholique. Mais à un moment donné, le football était plus important, alors j’ai un peu négligé l’église ».
Attaquant surdoué, il rêve d'intégrer le TSV Munich 1860, qui est à l'époque le grand club de la ville bavaroise. Mais le destin en décide autrement : lors d'un tournoi de jeunes, il est frappé par un joueur du Munich 1860. Dégoûté, Franz jette son dévolu sur le Bayern Munich en 1958.

#### Bayern Munich (1959-1977)
Franz Beckenbauer rejoint l'équipe de jeunes au Bayern à 14 ans et trois ans plus tard abandonne son travail en tant que vendeur d'assurances pour devenir footballeur professionnel. À cette époque le Bayern est l'un des clubs les moins en vue de l'Allemagne de l'Ouest.
Il fait ses grands débuts en équipe première du Bayern le 6 juin 1964, face au FC St. Pauli. Ailier gauche, il est promu en Bundesliga dès la fin de sa première saison en ligue régionale,. Il est reculé au poste de milieu de terrain, remporte dès sa première saison la finale de la Coupe d'Allemagne où il marque  et connaît au bout d'un an sa première sélection en équipe de RFA.

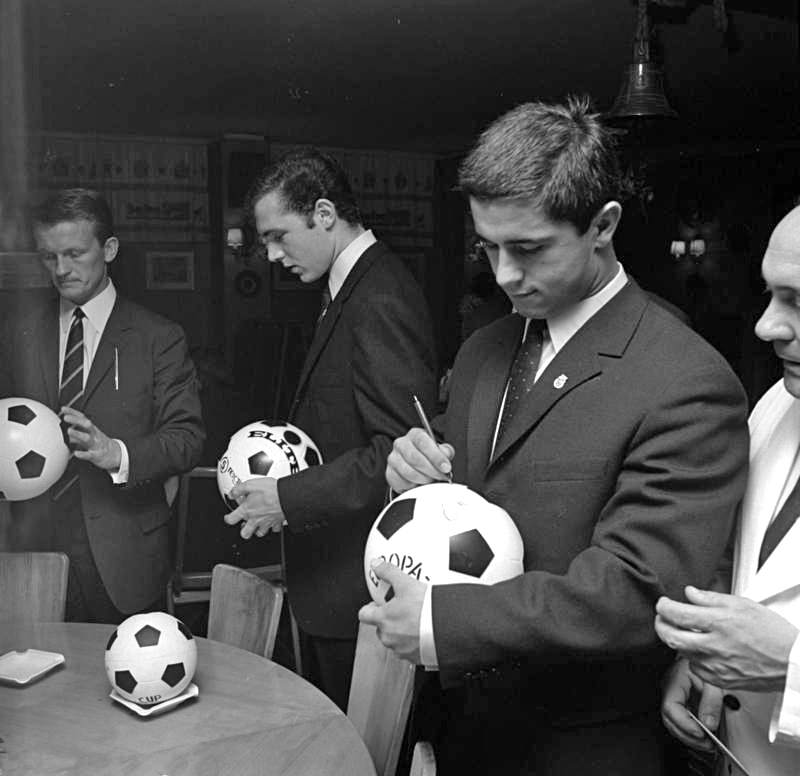
Beckenbauer (au milieu) encadré par Sepp Maier et Gerd Müller en août 1967.

De retour de sa première Coupe du monde, Franz Beckenbauer remporte ses deux premières Coupes d'Allemagne en 1966 et 1967 ainsi que le premier trophée européen du Bayern, la Coupe des coupes, également en 1967. À cette époque, Beckenbauer est déjà le capitaine du club bavarois. La saison suivante, les rouges remportent leur premier championnat d'Allemagne. C'est durant cette période de la fin des années 1960 que Beckenbauer commence à expérimenter la tactique de raids offensifs depuis le centre de la défense. Il regarde et admire les percées latérales de l'arrière gauche italien de l'Inter Milan, Giacinto Facchetti, dont il adapte les méthodes à un rôle similaire joué depuis le centre.

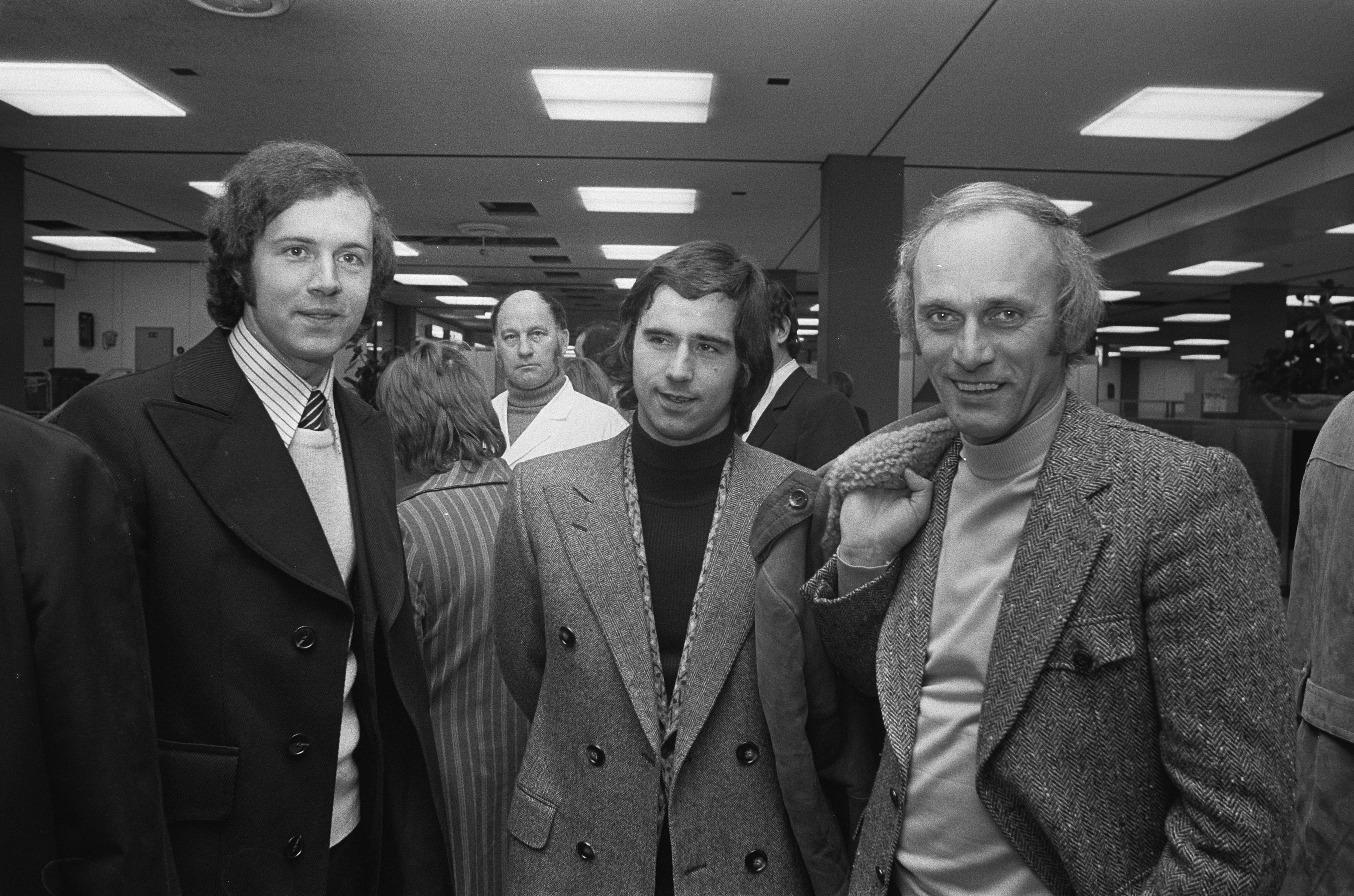
Franz Beckenbauer, Gerd Müller et Udo Lattek en 1973.

Au milieu des années 1970 les Bavarois connaissent leur période la plus faste en remportant trois Bundesliga consécutives (1972, 1973, 1974) avant de faire de même avec la Coupe des champions (1974, 1975 et 1976). La première de ces trois finales continentales a lieu à Bruxelles en 1974 face à l'Atlético de Madrid. Épaulé par Sepp Maier, Paul Breitner, Uli Hoeness et Gerd Müller, Beckenbauer mène l'équipe allemande qui s'impose largement (4-0) lors du match rejoué après avoir arraché le nul au bout de la prolongation deux jours plus tôt. Beckenbauer brandit le trophée les deux années suivantes aux dépens du Leeds United puis de l'AS Saint-Étienne, le Bayern égalant l'Ajax Amsterdam, vainqueur sans discontinuer de 1971 à 1973, les trois années précédentes, chacun des deux clubs ayant formé l’une des deux équipes qui se sont disputées la finale de la coupe du Monde 1974, sur la pelouse du stade olympique de Munich[pas clair].
Le Bayern remporte ensuite sa première Coupe intercontinentale le 21 décembre 1976. À l'époque, la compétition se joue au meilleur des deux manches. À l'aller le club le plus titré d'Allemagne s'impose 2-0 devant Cruzeiro au Stade olympique de Munich grâce à des buts signés Gerd Müller et Jupp Kapellmann. La deuxième manche, au Brésil, se conclut sur un nul vierge. L'équipe de cette époque compte parmi les plus talentueuses de l'histoire du club. Les Sepp Maier, Uli Hoeneß, Karl-Heinz Rummenigge ou Beckenbauer sont triples champions d'Europe en titre mais refusent jusque-là de participer à cette Coupe Intercontinentale, malgré une concurrence acharnée entre l'Amérique du Sud et l'Europe. En 1976 ils acceptent finalement de relever le défi. Ils gagnent à Munich par moins 20 degrés alors que quelques semaines plus tard au Brésil, il fait près de 40 degrés,.
Cette année ne fut facile ni pour lui, ni pour le Bayern. Il n'est pas épargné par les coups durs. Lui toujours si facile, si élégant, si aérien, insaisissable, inaccessible aux charges et aux crocs-en-jambe, doit tant lutter pour son club qu'il se fait une profonde déchirure à l'aine et doit faire l'impasse d'un match important du championnat devant l'Eintracht Francfort. C'est la onzième absence de Beckenbauer en 378 matches de Bundesliga. Le Bayern perd 3-0. Quittant le terrain, Gerd Müller déclare avec conviction : « Décidément, quand Franz n'est pas là, rien ne va plus au Bayern ».
Avec le Bayern Munich Beckenbauer remporte quatre championnats d'Allemagne (1969, 1972, 1973, 1974), autant de coupes nationales (1966, 1967, 1969, 1971), trois Coupes des champions d'affilée (1974, 1975 et 1976) une Coupe des coupes en 1967 puis une Coupe intercontinentale en 1976. Après 396 matches de championnat (44 buts marqués) et 4 trophées de footballeur allemand de l'année (1966, 1968, 1974, 1976), il quitte le FC Bayern en 1977 pour finir à sa carrière avec les Cosmos de New York et le Hamburger SV.

#### Équipe nationale (1965-1977)
Il connaît sa première apparition sous le maillot national le 26 septembre 1965, alors tout juste âgé de 20 ans. Il s'agit d'un match crucial de qualification pour la Coupe du monde 1966 contre la Suède que les Allemands remportent 2-1.

Le jeune Beckenbauer avant la Coupe du monde 1966.

En 1966 le jeune Beckenbauer dispute sa première rencontre de Coupe du monde FIFA. Un coup de maître pour un coup d'essai puisqu'il marque deux buts lors de la large victoire des siens face à la Suisse (5-0). Les Allemands font ensuite 0-0 avec l'Argentine puis battent l'Espagne (2-1) pour atteindre les quarts de finale. Ce match se joue contre l'Uruguay, Beckenbauer apporte sa pierre à l'édifice depuis le milieu de terrain et marque pour une victoire de 4-0. Il est à nouveau sur la feuille de match en demi-finale contre l'URSS. Son but est magnifique, un coup de pied gauche de l'extérieur de la surface qui contourne le mur pour battre le gardien légendaire Lev Yashin au second poteau (victoire 2-1). En finale contre l'Angleterre, pays hôte, Beckenbauer doit marquer Bobby Charlton, joueur le plus craint par les Allemands, et le suivre sur tout le terrain de Wembley. Beckenbauer dira des années plus tard : « L'Angleterre nous a battus en 1966 car Bobby Charlton était un peu mieux que moi ». Les Anglais s'imposent 4-2 après prolongations, le résultat est une énorme déception pour le jeune Beckenbauer,.
En 1968 Beckenbauer marque le but de la victoire lors du premier match contre l'Angleterre depuis son sacre mondial.
À son poste de libéro, censé adopter le rôle de balayeur derrière la défense, Beckenbauer n'a pas la même liberté qu'au Bayern, qui est rapidement convaincu de la valeur de ses montées offensives. Le directeur ouest-allemand Helmut Schön est plus prudent, et malgré ses demandes Beckenbauer n'est pas autorisé à jouer de la façon qu'il voulait pour son pays.
Sa deuxième Coupe du monde, en 1970 au Mexique, est également émaillée de moments épiques. L'Allemagne de l'Ouest n'est pas en Amérique latine pour gagner, mais elle est impliquée dans l'un des matchs les plus spectaculaires de la compétition, et une fois de plus les adversaires sont les champions en titre anglais. La RFA se qualifie pour les quarts de finale en remportant ses trois premiers matchs, battant le Maroc 2-1, la Bulgarie 5-2 et le Pérou 3-1. En quart de finale l'Angleterre prend une avance de 2-0 et semble être en roue libre vers les demi-finales, mais c'est sans compter avec la réduction du score de celui qu'on appellera ensuite le Kaiser. Brian Glanville décrit ce qui s'est passé dans son livre, L'histoire de la Coupe du monde : « Beckenbauer s'est avancé, a pris le rebond et envoyé un tir peu puissant du pied droit vers le coin de gauche de Bonetti qui plonge trop tard, la balle roule sous lui et le score est de 2-1 ». L'égalisation vient du vétéran Uwe Seeler avant que Müller offre la qualification. Mais la joie est de courte durée. Malgré leurs efforts épuisants contre l'Angleterre, à la fin du temps réglementaire de la demi-finale contre l'Italie le score est de 1-1 grâce à l'égalisation allemande de dernière minute. Lors de la première période de prolongation, Beckenbauer est percuté et blessé par l'italien Pierluigi Cera. La clavicule droite est cassée. Il reste alors vingt minutes à disputer dans le temps réglementaire car Helmut Schön a déjà effectué ses deux changements. Il continue le match avec le bras en écharpe car il refuse de laisser ses coéquipiers jouer en infériorité numérique, mais à partir de là il n'est plus qu'un simple spectateur du match. Son abnégation n'est pas récompensée, puisque les Azzurri remportent le match (4-3), le onze allemand devant se contenter de la troisième place finale remportée contre l'Uruguay (1-0) en « petite finale ». De cette blessure il raconte dans son autobiographie Mes adversaires - mes amis : « À ce moment-là, ma vision est devenue noire. Une douleur violente et lancinante à l'épaule. Cera m'avait couché ». Beckenbauer garde de bons souvenirs de cette édition mexicaine : « Le Mexique 1970 fut un remarquable tournoi. À l'époque, il n'y avait pas autant de fanatisme, les organisateurs n'étaient pas obnubilés par la sécurité, on pouvait faire et laisser faire ce qu'on voulait. À l'entrée, un seul policier armé surveillait tout. Une situation impensable aujourd'hui. En un mot, tout était plus innocent. Les matches qui se déroulèrent au Mexique furent hauts en couleur. Le pays s'amusait et le football dansait ».
Après la Coupe du monde 1970 les grands joueurs de cette équipe arrêtent la sélection, et l'entraîneur Helmut Schön fait appel à de nouveaux joueurs. Six joueurs viennent du Bayern Munich et trois de Mönchengladbach. En 1971 Franz Beckenbauer est nommé capitaine de la Mannschaft et réussit enfin à mettre ses théories en pratique. Lors du Championnat d'Europe 1972 l'année suivante les joueurs remportent pour la première fois un match en Angleterre, à Wembley, et une victoire 3-1 en quart de finale aller de l'Euro 72, et Beckenbauer personnifie alors la balayeuse moderne, le joueur autour duquel tout tourne. La RFA remporte le trophée en battant l'Union soviétique 3-0 en finale, et Beckenbauer remporte le Ballon d'or (une première pour un défenseur) ,.

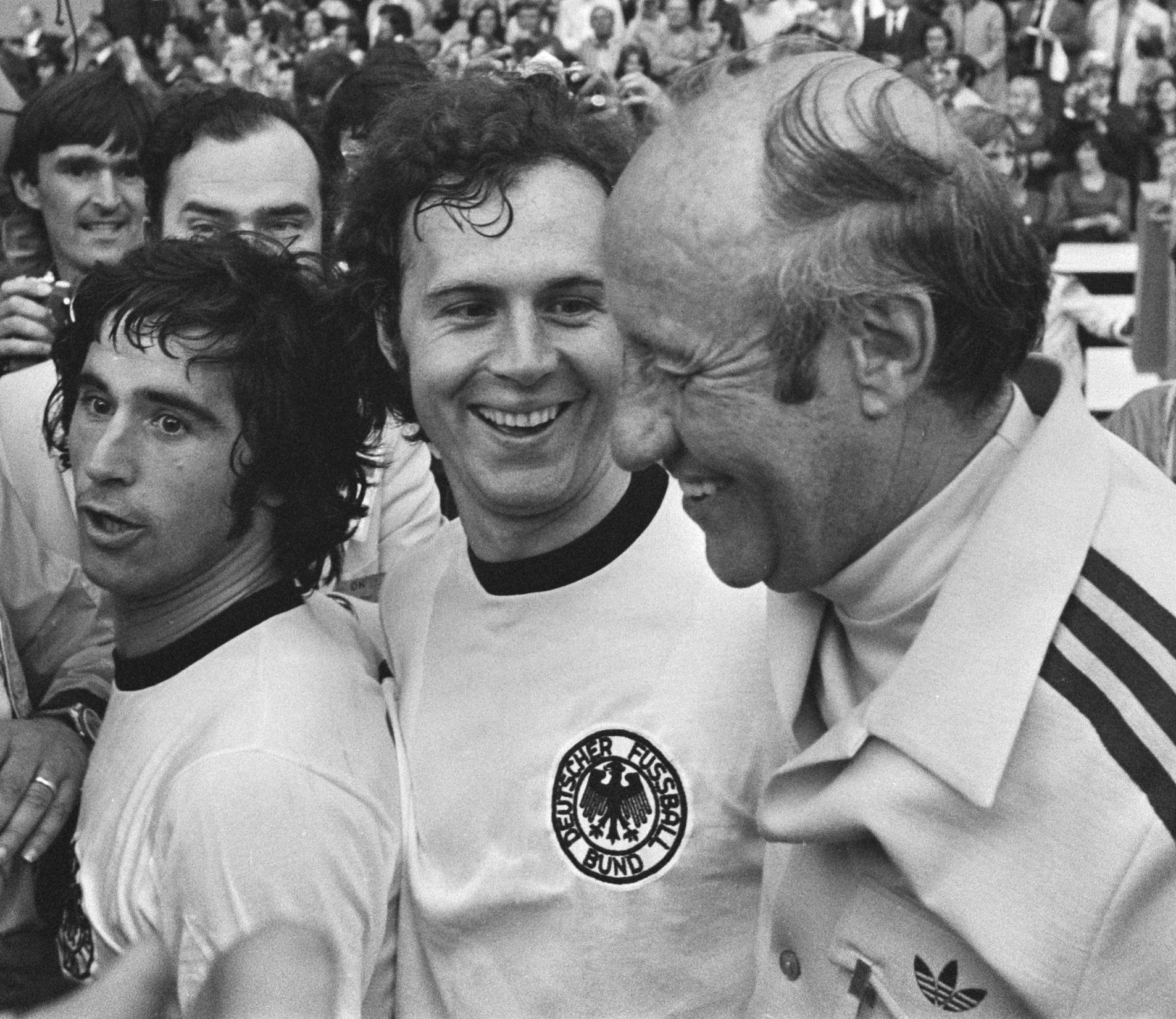
Müller, Beckenbauer et Schön à la Coupe du monde 1974.

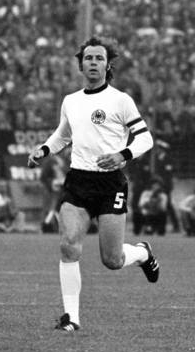
Beckenbauer à la Coupe du monde 1974.

C'est lors du Mondial 1974, organisé en Allemagne de l'Ouest, qu'arrive son heure de gloire. Beckenbaueur évolue alors en équipe nationale à une place qu'il révolutionne par son jeu : celle de libéro couvrant sa défense. Depuis ce poste il organise le secteur offensif de l'équipe, participant plus souvent qu'à son tour aux attaques, notamment parce que sa nature lui dicte de se porter vers l'avant et l'offensive plutôt que de se contenter d'un rôle d'essuie-glace défensif classique. Avec les Gerd Müller, Paul Breitner, Wolfgang Overath et Beckenbauer, la RFA termine deuxième de la première phase de groupes après une défaite surprise contre l'Allemagne de l'Est (1-0). Ils ne commettent pas d'erreurs lors de la deuxième phase de groupes en remportant leurs trois matchs, se qualifiant ainsi pour la finale. En finale, les Allemands jouent contre les Pays-Bas et leur « football total » emmené par Johan Cruyff. Certes, la balance peut tourner si les Allemands arrêtent Cruyff, mais ce travail n'incombe pas à Beckenbauer mais à Berti Vogts. Le début de match est sensationnel. Les Pays-Bas donnent le coup d'envoi sifflée par le public. Cruyff court vers l'avant avec le ballon, passe Vogts et se fait tacler irrégulièrement par Uli Hoeneß dans la surface de réparation. Johan Neeskens transforme le penalty et l'Allemagne de l'Ouest se retrouve menée 1-0 sans avoir touché le ballon. Breitner égalise, lui aussi sur penalty, puis Müller obtient l'avantage juste avant la mi-temps. En sa qualité de capitaine, il est le premier à brandir le trophée. C'est le couronnement du Kaiser, surnom également justifié par son élégance, sa légèreté et son génie balle au pied.
Après avoir remporté le Championnat d'Europe en 1972 et la Coupe du monde en 1974, l'équipe nationale est sur la pente descendante. Gerd Müller et Wolfgang Overath quittent la sélection, laissant un grand vide que personne ne réussit à combler. Lors de l'Euro 1976, la RFA bat la Yougoslavie en demi-finales après prolongation et se qualifie pour la finale, la première à se décider aux tirs au but (auparavant le match était rejoué en cas de match nul). Les Allemands s'inclinent en finale contre la Tchécoslovaquie. À l'occasion de ce match, Beckenbauer fête sa 100e sélection. Il remporte la même année son second Ballon d'or,.

#### Départ pour les New York Cosmos (1977-1980)

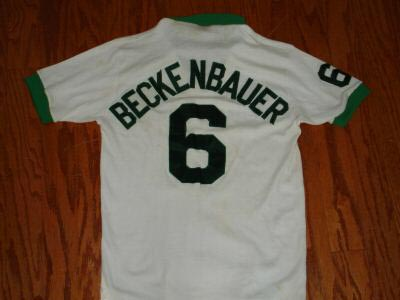
Maillot de Beckenbauer à son arrivée aux Cosmos de New York.

En 1977, Beckenbauer est transféré au club américain des Cosmos de New York, acceptant un contrat de 2,5 millions de dollars. En débarquant dans la nouvelle ligue professionnelle américaine, il veut relever un nouveau défi tout en s'assurant un salaire confortable. Sportivement parlant, ce saut au-dessus de l'Atlantique ne lui permet toutefois pas de progresser : « A oublier d'un point de vue strictement footballistique », reconnait-il. Son départ pour les États-Unis met un terme à sa carrière en équipe nationale, car la DfB choisit de ne plus le sélectionner pour les matches internationaux. Avec 103 sélections, il est le premier joueur allemand à passer la barre des 100 matches internationaux.

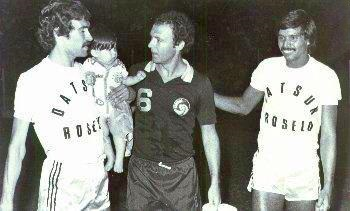
Beckenbauer (au centre) avec des joueurs de Cipolletti pendant un match contre le club argentin en 1980.

Beckenbauer fait ses débuts aux Cosmos le 29 mai 1977 et les aide à vivre une saison de livre de conte en remportant le championnat de North American Soccer League, la foule affluant au Giants Stadium pour voir l'équipe. Il a été nommé MVP de la NASL et connait sa première sélection en équipe All Star, la première de ces cinq sélections. Il est également nommé meilleur milieu de terrain de la ligue en 1978, 1979 et 1980 et aide l'équipe à remporter deux autres titres en 1978 et 1980.
Après avoir révolutionné le poste de libéro en Europe en lui donnant une dimension offensive, il s'installe au milieu de terrain pour les Cosmos après que l'équipe recrute Carlos Alberto, et utilise son incroyable contact sur la balle pour devenir une force offensive. Ainsi le Kaiser fournit au total 47 passes décisives et 19 buts en 105 matchs de saisons régulière.

#### Fin de carrière (1980-1983)
À 35 ans il fait son retour en Allemagne et joue deux saisons avec le HSV Hambourg remportant la cinquième Bundesliga de sa carrière en 1982. Cette année-là il est aussi capitaine de la sélection européenne au FIFA World All Star Game,.
Le 31 octobre 1980, jour de son arrivée à Hambourg, Franz Beckenbauer est accueilli par des milliers de fans et des dizaines de journalistes à l'aéroport de Fuhlsbüttel. Ce conte de fées pour les supporters du club commence presque un an plus tôt. En décembre 1979, Branko Zebec et Günter Netzer sont spectateurs d'un match caritatif pour le bénéfice de l'UNESCO dans le Westfalenstadion de Dortmund. Le Kaiser est dans un bon jour et Netzer agit alors de manière déterminée : « Je voulais savoir si Franz voit sa carrière comme une sorte de durée indéterminée ou s'il a toujours l'obsession et l'ambition de jouer à nouveau au plus haut niveau en Allemagne. Alors je lui ai parlé après le coup de sifflet final. Il a été très surpris ». Beckenbauer dira plus tard : « j'étais aussi dans un dilemme car le Cosmos voulait m'offrir un nouveau contrat de deux ans ».
Il fait alors son retour à la Bundesliga pour le HSV après l'avoir quittée en grande pompe en 1977. Wolfgang Klein (de), patron du club, doit réaliser de géants transferts financiers. Les frais de transfert n'est pas tant dur à trouver que les 1,2 million de Deutsche Marks de salaire sur deux ans. Tout l'argent pour fonctionner est trouvé grâce au partenaire BP. Presque tout en fait, parce que Beckenbauer doit être officiellement employé par le HSV. Klein : « Dans le contrat DFB nous avons purement écrit que Franz gagne 5 000 marks, y compris toutes les primes par mois ». Ce que la DFB ne croit pas.
Les 60 000 marks à payer par an sont rapidement amortis. Les débuts de Beckenbauer à Stuttgart, où il est remplaçant derrière Caspar Memering, sont une défaite (3-2). Mais 15 000 spectateurs supplémentaires sont attendus pour son premier match à domicile, contre le Karlsruher SC, au Volksparkstadion.
Dans le groupe, Beckenbauer est bien reçu. Ditmar Jakobs dit : « Nous avons eu beaucoup d'étoiles mais avec Franz Beckenbauer c'était encore un monde différent. Son attitude a été exemplaire ». Mais la santé le rattrape, et bien qu'il termine sa carrière avec un cinquième titre de champion en 1982, en un an et demi il ne prend part qu'à 28 matchs de Bundesliga.
Il met ensuite un terme à sa carrière de joueur après une nouvelle parenthèse dans les rangs des Cosmos de New York et une nouvelle sélection avec les All-Star du championnat agrémenté d'une seconde Coupe trans-atlantique (en),.

### Entraîneur (1984-1996)

#### Équipe d’Allemagne (1984-1990)

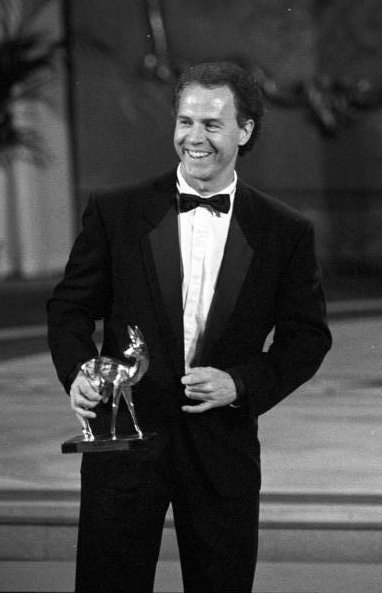
Franz Beckenbauer reçoit un prix, le Bambi, après le titre de champion du monde 1990.

Après l'échec de Jupp Derwall lors du Championnat d'Europe des Nations 1984, Beckenbauer est nommé sélectionneur de l'équipe nationale allemande en juillet de la même année. Son premier succès important en tant que sélectionneur national est la Coupe du monde de 1986, lors de laquelle il hisse son équipe en finale. Le titre va en fin de compte à l'Argentine, mais cette campagne victorieuse permet à Beckenbauer d'être reconnu à son nouveau poste.
Deux ans plus tard la RFA organise l'Euro 1988. Elle termine première de son groupe avec un nul 1-1 contre l'Italie, puis des victoires 2-0 contre le Danemark et l'Espagne. Mais elle est battue en demi-finale par les Pays-Bas, futurs vainqueurs du tournoi (1-2).
Lors de la Coupe du monde de 1990 l'Allemagne devient championne du monde sans connaître la défaite, s'assurant, grâce au penalty d'Andreas Brehme en finale face à l'Argentine, une place dans l'histoire du football allemand. Beckenbauer est ainsi le second après le Brésilien Mário Zagallo à être sacré champion du monde en tant que joueur puis entraîneur, rejoint en 2018 par Didier Deschamps.

#### Marseille (1990)
Franz Beckenbauer à l'Olympique de Marseille, c'est le rêve réalisé par Bernard Tapie au début des années 1990 après l'avoir voulu en 1987. Mais l'entraîneur allemand ne reste pas longtemps sur le banc marseillais : quatre mois après son arrivée il est débarqué. « À l'OM j'ai pris du recul au bout de six mois, car Bernard Tapie se mêlait trop de mon travail au quotidien, notamment sur les questions d'ordre tactique. Je pense que sans lui je serais resté bien plus longtemps, peut-être même de longues années à la tête de l'OM et ce défi m'aurait bien plu. C'est sans doute l'un des seuls regrets de ma carrière ».
Le club marseillais sort d'un doublé Coupe-championnat et accomplit un début d'exercice plus que satisfaisant : sept victoires et deux nuls lorsque, le 6 septembre 1990, Bernard Tapie parvient à convaincre Franz Beckenbauer de rejoindre la Canebière. Jean-Pierre Papin ne cache alors pas sa joie : « Avec sa venue, nous sommes à l'abri de l'échec. Cela va changer beaucoup de choses ». Il arrive à Marseille comme directeur technique général. Avec Gérard Gili jusqu'à la 9e journée, l'OM caracole en tête mais Beckenbauer inaugure son arrivée par une défaite contre Cannes à domicile 1 à 0.
Des résultats très moyens (des défaites à Sochaux et à Nancy) semblent l'abattre. « J'ai succombé au charme de Tapie, dit-il alors à la presse de son pays. J'ai sous-estimé le barrage de la langue. L'équipe me comprend très bien mais en revanche je n'arrive pas à faire passer mes messages au sein du club. Je dispose de 21 pros dont 4 gardiens et seulement 2 vrais attaquants. »
La recette ne fonctionne pas très bien et après une défaite en Coupe d'Europe en Pologne contre le Lech Poznań et un lourd revers à Auxerre par 4 à 0, Bernard Tapie décide de confier les rênes à Raymond Goethals et de laisser Franz au poste de directeur sportif,.
Franz Beckenbauer entraine dans le sud de la France durant 103 jours, du 20 septembre au 31 décembre 1990. « C’était une période assez dingue. Quelques semaines après mon arrivée, il y a eu cette affaire de caisse noire à Toulon. Un jour, on s’entraînait sur un terrain à côté du stade Vélodrome. La police a fait irruption et a embarqué trois joueurs (Bernard Pardo, Pascal Olmeta et Bernard Casoni) qui devaient être entendus. Je n’ai rien compris à ce qui se passait car je ne parlais pas un mot de français. Tout cela était vraiment assez malvenu. Mais Marseille reste, pour moi, un endroit fantastique avec un public fantastique, explique la légende du football allemand, qui n’a aucun regret d’être venu à l’OM, même s’il n’a pas souhaité y rester très longtemps, compte tenu du « climat » local. Non, je n’ai jamais regretté. Si cela n’a pas marché, ce n’est pas à cause de la barrière de la langue ou de Bernard Tapie, mais parce que je ne voulais pas être mêlé à tout ça. Je suis arrivé au milieu d’un marécage. Je suis aussitôt allé voir Tapie et je lui ai dit : « Ne m’en veux pas mais je m’en vais. » Il m’a répondu que je devais rester jusqu’à la fin de la saison. C’est ce que j’ai fait », déclare-t-il en octobre 2011 au quotidien L’Équipe. Il est toutefois limogé dès le mois de janvier 1991, soit quatre mois après son arrivée.
Il s'en sort tout de même avec un bilan positif de 8 victoires en 15 matchs pour 2 nuls et 5 défaites avec 28 buts marqués pour 17 encaissés (+11).

#### Bayern Munich (1994 et 1996)
Du 28 décembre 1993 au 30 juin 1994 puis du 29 avril 1996 au 30 juin 1996, Franz Beckenbauer entraine l'équipe du Bayern Munich. Il permet à son club de toujours de remporter deux trophées, un à chaque passage : le championnat d'Allemagne en 1994 et la seule Coupe UEFA du palmarès bavarois en 1996. En tout, il mène les Munichois durant 19 matchs, pour 12 victoires, 2 nuls et 5 défaites.

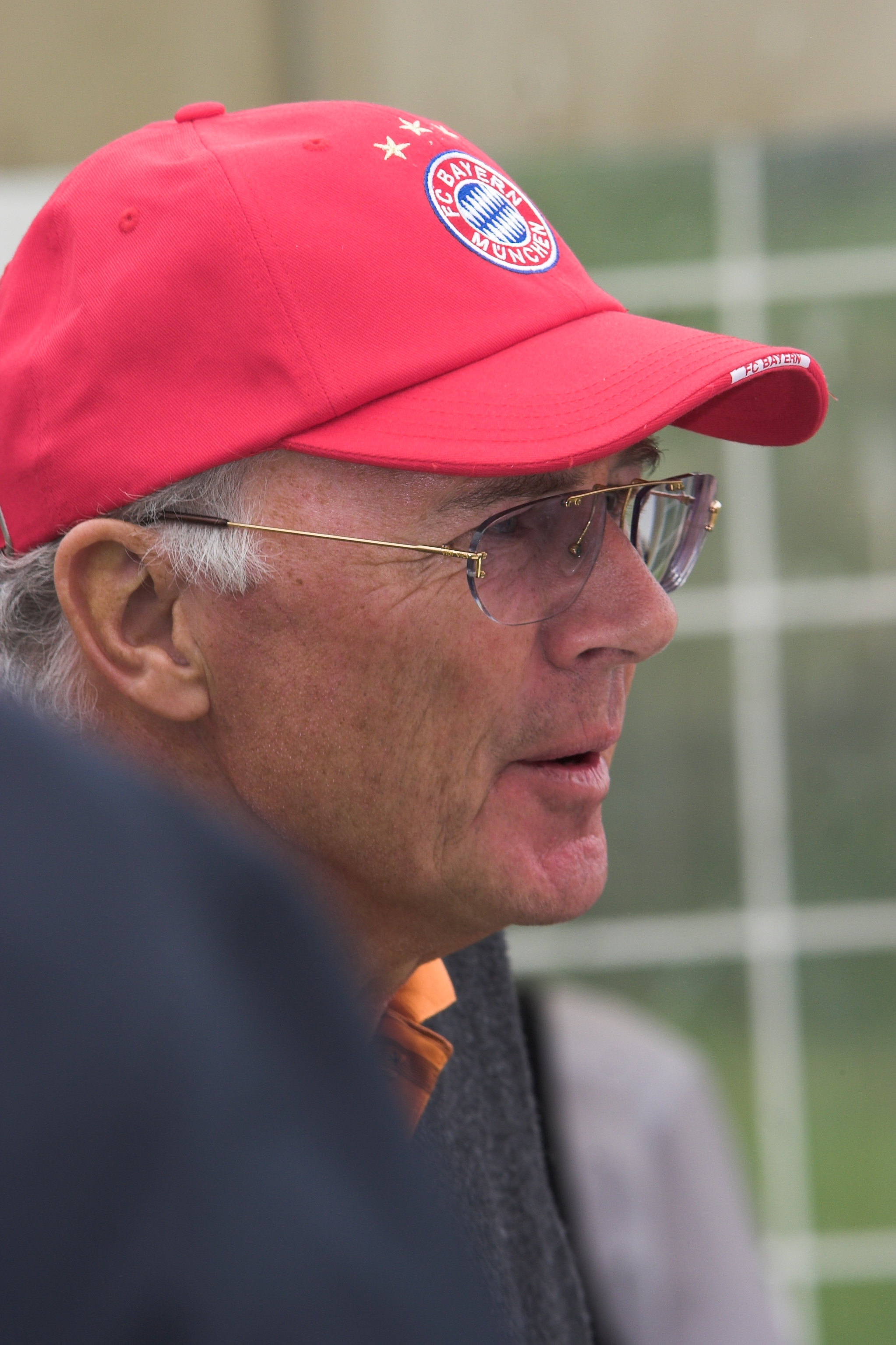
Franz Beckenbauer en 2008.

### Présidences, retraite et décès (1994-2024)
En 1994, Beckenbauer devient président du Bayern Munich. Il détient le titre de capitaine honoraire de l'Allemagne et du Bayern Munich. En 1998, il est aussi élu vice-président de la Fédération allemande de football. Après la transformation du club en une société publique en 2002, il devient aussi Président du Conseil de surveillance jusqu'en 2009 où Uli Hoeness lui succède. Il a été nommé président d'honneur du club munichois le 27 novembre 2009 et un match témoignage a lieu à l'Allianz Arena, où le Bayern affronte le Real Madrid le 13 août 2010. L'ancien libéro de classe mondiale accumule un grand nombre de récompenses personnelles, telles que la Silbernes Lorbeerblatt, l'Ordre bavarois du Mérite et Grand-croix de l'Ordre du Mérite de la République fédérale d'Allemagne.
Après son rôle de président du comité de candidature pour la Coupe du monde de la FIFA 2006, il est élu président du comité d'organisation du tournoi à l'acclamation universelle. Depuis le congrès de la FIFA en 2007 et jusqu'au 1er juillet 2011, il est membre de son Comité exécutif,.
En janvier 2012, à l'occasion des 70 ans du légendaire boxeur américain Mohamed Ali, le Kaiser lui envoie une lettre dans laquelle il dit tout le bien qu'il pense du champion, lettre publiée dans le magazine Bild.
Franz Beckenbauer meurt le 7 janvier 2024 à Salzbourg, à l'âge de 78 ans,. Il est inhumé au cimetière de Perlacher Forst de Munich.

## Son style de jeu
L'adolescent qui avait tant impressionné pendant la coupe du monde 1966 est rapidement devenu le patron de l'équipe d'Allemagne en même temps qu'il enfilait le brassard de capitaine (Spielführer) abandonné par Uwe Seeler. Le terme allemand de Spielführer, qui lui est associé, décrit parfaitement le rôle, l'influence et la place tenus par Beckenbauer dans le football allemand, celui d'un authentique "meneur de jeu".
Beckenbauer incarne la métamorphose du football allemand. Aux footballeurs-athlètes de Sepp Herberger, champions du monde 1954, succèdent des joueurs plus fins dans leur touche de balle comme dans leurs conceptions tactiques. Beckenbauer est le chef de file de cette nouvelle génération qui a replacé l'Allemagne au premier rang des nations européennes.
C'est le Yougoslave Zlatko Čajkovski qui a fait de Beckenbauer un libero dont le style est plus émancipé que les "verrouilleurs" implacables de l'école italienne. Čajkovski, comprend vite que Franz ne possède pas la résistance physique nécessaire pour occuper un poste de liaison au milieu de terrain : il est beaucoup plus à l'aise du haut de son mirador défensif. Mais c'est surtout par son regard périphérique et par la précision de ses passes brossées que Beckenbauer fait merveille. Il est un libero qui s'apparente beaucoup plus aux demi-centres de l'époque classique, dispatchers et plaques tournantes autour desquels tourne le jeu de l'équipe entière. De surcroît Beckenbauer n'hésite pas à aller jusqu'au bout de son idée offensive. Il cherche souvent le une-deux avec un partenaire, trouve surtout appui du côté de Gerd Müller, et parvient ainsi à se frayer indirectement un chemin jusqu'au but adverse, marquant parfois des buts d’anthologie qui renforcent encore son efficacité et sa popularité.
Dans l'équipe d'Allemagne, il s'installe définitivement au poste de libero après la retraite de Willi Schulz, et il modifie le jeu de toute la sélection nationale, dont le système défensif et le jeu tactique s'assouplissent considérablement sous son règne. À vingt-sept ans Franz « l'Empereur » arrive à maturité. L'homme lui aussi fait son chemin : marié et père de famille (trois fils), il bâtit une petite fortune grâce au football et aux assurances auxquelles l'initie le directeur sportif du Bayern, Robert Schwan.

## Statistiques

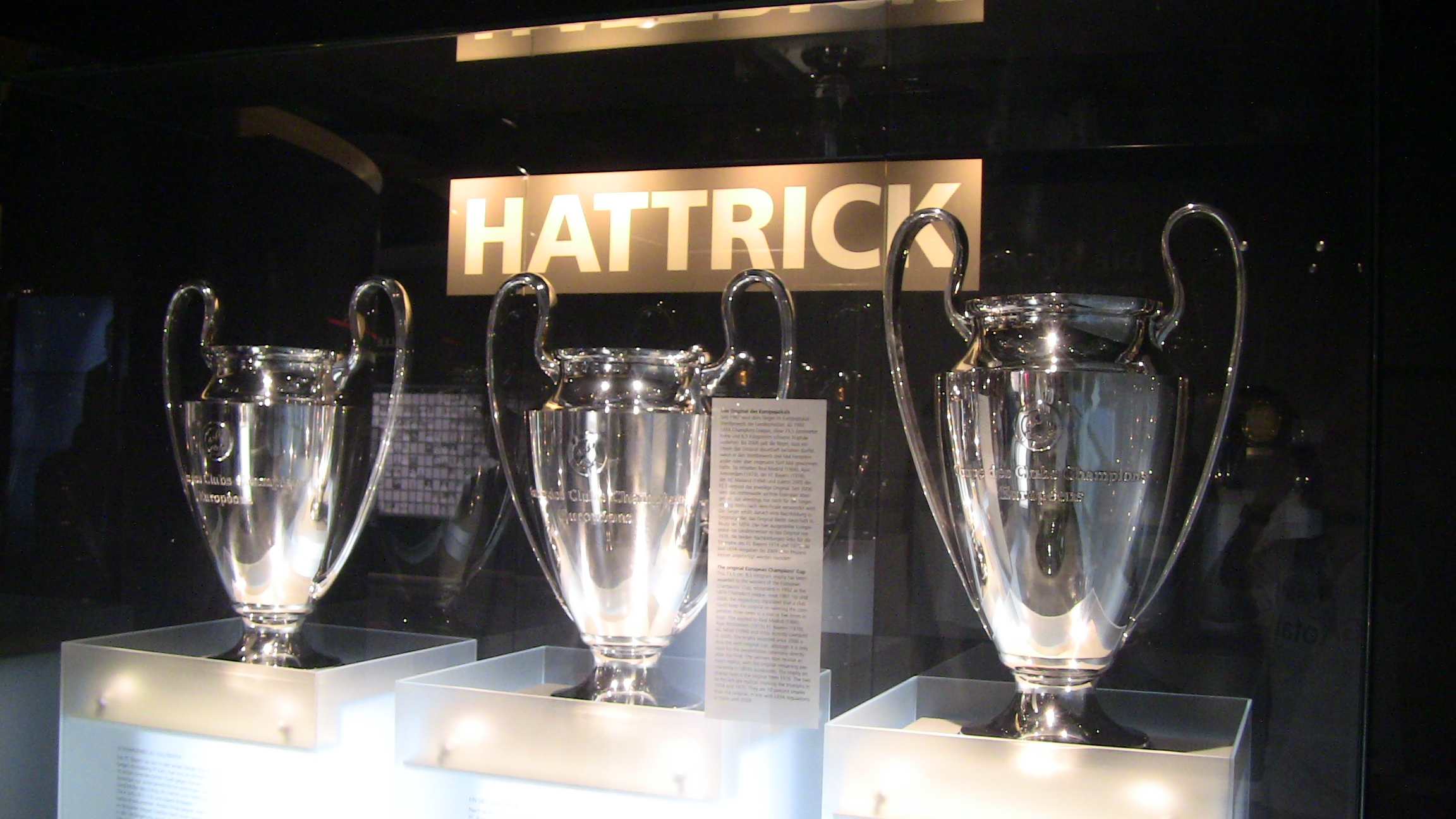
Les trois Coupes des champions remportées à la suite.

Franz Beckenbauer joue 427 matchs de championnats avec le Bayern Munich dont les 31 premiers en Regionalliga Sud lors de la saison 1964-1965. Durant cette saison, il inscrit plus du tiers de ses buts en championnat allemand durant sa carrière (16 sur 60). Le reste de ces matchs et réalisations (respectivement 396 et 44) sont joués en Bundesliga. Parti aux Cosmos de New York, Beckenbauer prend part à 105 rencontres de NASL pour 21 buts marqués. Profitant de son poste plus haut sur le terrain, le Kaiser est plus décisif et distille plus de 40 passes décisives. De retour en Allemagne, sous les couleurs du Hambourg SV durant deux saisons, il ne dispute que 28 rencontres de Bundesliga (424 pour 44 buts sur toute sa carrière). Sa dernière saison américaine lui permet de prendre part à 27 parties de plus et de marquer 2 buts de plus ce qui porte son total en NASL à 132 matches pour 23 buts marqués.
Beckenbauer joue sa première rencontre de Coupe d'Europe contre le Tatran Presov le 28 septembre 1966 lors de la participation du Bayern Munich à la Coupe des coupes. C'est dans cette même compétition qu'il marque son premier but lors de la saison suivante contre le Panathinaïkos. Franz Beckenbauer joue 71 matchs (6 buts) pour la Bayern puis 5 matchs (aucun but) pour le Hambourg SV lors de la Coupe UEFA 1981-1982. Il joue également quatre matches de Supercoupe de l'UEFA avec les Munichois pour un total de 80 matchs européens et 6 buts marqués.
Le joueur allemand obtient 103 sélections internationales avec l'équipe de RFA et fait partie du cercle symbolique mais très fermé des joueurs aux plus de 100 capes. Durant tous ces matchs, il marque 14 buts et porte le brassard durant 50 parties. Il connait sa première sélection le 26 septembre 1965 avec la victoire 2-1 contre la Suède et la dernière le Modèle:Dat pour une défaite contre la France (0-1). 56 de ses 103 matchs sont des parties amicales pour 13 de Coupe du monde et 4 de Championnat d'Europe, le reste se compose de matchs qualificatifs pour le Mondial (7) ou l'Euro (18). Le Kaiser marque 9 de ses 14 buts en matchs amicaux, les 5 autres le sont durant les mondiaux. En tant que joueur, il possède un taux de succès de 70,21 % (69 victoires pour 19 nuls et 15 défaites).
Il fait aussi partie de la sélection FIFA en 1968 et de la sélection européenne en 1982.
| Saison                | Club                  | Championnat           | Championnat | Championnat | Championnat | Coupe(s) nationale(s) | Coupe(s) nationale(s) | Coupe(s) nationale(s) | Compétition(s) continentale(s) | Compétition(s) continentale(s) | Compétition(s) continentale(s) | Compétition(s) continentale(s) | Coupe intercontinentale | Coupe intercontinentale | Coupe intercontinentale | Supercoupe UEFA | Supercoupe UEFA | Supercoupe UEFA | Play-offs | Play-offs | Play-offs | Allemagne de l'Ouest | Allemagne de l'Ouest | Allemagne de l'Ouest | Total | Total | Total |
| Saison                | Club                  | Division              | M.          | B.          | P.d.        | M.                    | B.                    | P.d.                  | Comp.                          | M.                             | B.                             | P.d.                           | M.                      | B.                      | P.d.                    | M.              | B.              | P.d.            | M.        | B.        | P.d.      | M.                   | B.                   | P.d.                 | M.    | B.    | P.d.  |
| 1964-1965             | Bayern Munich         | Regionalliga Sud      | 31          | 16          | 0           | -                     | -                     | -                     | -                              | -                              | -                              | -                              | -                       | -                       | -                       | -               | -               | -               | 6         | 1         | 0         | -                    | -                    | -                    | 37    | 17    | 0     |
| 1965-1966             | Bayern Munich         | Bundesliga            | 33          | 4           | 5           | 6                     | 1                     | 0                     | -                              | -                              | -                              | -                              | -                       | -                       | -                       | -               | -               | -               | -         | -         | -         | 14                   | 7                    | 0                    | 53    | 12    | 5     |
| 1966-1967             | Bayern Munich         | Bundesliga            | 33          | 0           | 1           | 4                     | 0                     | 0                     | C2                             | 9                              | 0                              | 0                              | -                       | -                       | -                       | -               | -               | -               | -         | -         | -         | 4                    | 0                    | 1                    | 50    | 0     | 2     |
| 1967-1968             | Bayern Munich         | Bundesliga            | 28          | 4           | 9           | 3                     | 0                     | 0                     | C2                             | 7                              | 1                              | 0                              | -                       | -                       | -                       | -               | -               | -               | -         | -         | -         | 6                    | 1                    | 0                    | 44    | 6     | 9     |
| 1968-1969             | Bayern Munich         | Bundesliga            | 33          | 2           | 7           | 6                     | 0                     | 0                     | -                              | -                              | -                              | -                              | -                       | -                       | -                       | -               | -               | -               | -         | -         | -         | 8                    | 0                    | 0                    | 47    | 2     | 7     |
| 1969-1970             | Bayern Munich         | Bundesliga            | 34          | 6           | 2           | 2                     | 0                     | 0                     | C1                             | 2                              | 0                              | 0                              | -                       | -                       | -                       | -               | -               | -               | -         | -         | -         | 11                   | 1                    | 0                    | 49    | 7     | 2     |
| 1970-1971             | Bayern Munich         | Bundesliga            | 33          | 3           | 2           | 6                     | 1                     | 0                     | C3                             | 8                              | 1                              | 0                              | -                       | -                       | -                       | -               | -               | -               | -         | -         | -         | 10                   | 3                    | 0                    | 57    | 8     | 2     |
| 1971-1972             | Bayern Munich         | Bundesliga            | 34          | 6           | 8           | 6                     | 1                     | 0                     | C2                             | 7                              | 0                              | 0                              | -                       | -                       | -                       | -               | -               | -               | -         | -         | -         | 9                    | 0                    | 0                    | 56    | 7     | 8     |
| 1972-1973             | Bayern Munich         | Bundesliga            | 34          | 6           | 5           | 6                     | 0                     | 0                     | C1                             | 6                              | 1                              | 0                              | -                       | -                       | -                       | -               | -               | -               | -         | -         | -         | 6                    | 1                    | 0                    | 52    | 8     | 5     |
| 1973-1974             | Bayern Munich         | Bundesliga            | 34          | 4           | 13          | 4                     | 0                     | 0                     | C1                             | 10                             | 1                              | 1                              | -                       | -                       | -                       | -               | -               | -               | -         | -         | -         | 17                   | 0                    | 1                    | 65    | 5     | 15    |
| 1974-1975             | Bayern Munich         | Bundesliga            | 33          | 1           | 5           | 3                     | 0                     | 0                     | C1                             | 7                              | 1                              | 1                              | -                       | -                       | -                       | -               | -               | -               | -         | -         | -         | 6                    | 0                    | 0                    | 49    | 2     | 6     |
| 1975-1976             | Bayern Munich         | Bundesliga            | 34          | 5           | 4           | 7                     | 2                     | 0                     | C1                             | 9                              | 0                              | 0                              | -                       | -                       | -                       | 2               | 0               | 0               | -         | -         | -         | 9                    | 0                    | 0                    | 61    | 7     | 4     |
| 1976-1977             | Bayern Munich         | Bundesliga            | 33          | 3           | 8           | 4                     | 0                     | 0                     | C1                             | 6                              | 1                              | 0                              | 2                       | 0                       | 0                       | 2               | 0               | 0               | -         | -         | -         | 3                    | 1                    | 0                    | 50    | 5     | 8     |
| Sous-total            | Sous-total            | Sous-total            | 427         | 60          | 69          | 57                    | 5                     | 0                     | -                              | 71                             | 6                              | 2                              | 2                       | 0                       | 0                       | 4               | 0               | 0               | 6         | 1         | 0         | 103                  | 14                   | 2                    | 670   | 86    | 73    |
| 1977                  | New York Cosmos       | NASL                  | 15          | 4           | 5           | -                     | -                     | -                     | -                              | -                              | -                              | -                              | -                       | -                       | -                       | -               | -               | -               | 6         | 1         | 0         | -                    | -                    | -                    | 21    | 5     | 5     |
| 1978                  | New York Cosmos       | NASL                  | 27          | 8           | 16          | -                     | -                     | -                     | -                              | -                              | -                              | -                              | -                       | -                       | -                       | -               | -               | -               | 6         | 2         | 0         | -                    | -                    | -                    | 33    | 10    | 16    |
| 1979                  | New York Cosmos       | NASL                  | 12          | 1           | 6           | -                     | -                     | -                     | -                              | -                              | -                              | -                              | -                       | -                       | -                       | -               | -               | -               | 6         | 0         | 0         | -                    | -                    | -                    | 18    | 1     | 6     |
| 1980                  | New York Cosmos       | NASL                  | 26          | 4           | 10          | -                     | -                     | -                     | -                              | -                              | -                              | -                              | -                       | -                       | -                       | -               | -               | -               | 7         | 1         | 0         | -                    | -                    | -                    | 33    | 5     | 10    |
| Sous-total            | Sous-total            | Sous-total            | 80          | 17          | 37          | -                     | -                     | -                     | -                              | -                              | -                              | -                              | -                       | -                       | -                       | -               | -               | -               | 25        | 4         | 0         | -                    | -                    | -                    | 105   | 21    | 37    |
| 1980-1981             | Hambourg SV           | Bundesliga            | 18          | 0           | 0           | 2                     | 0                     | 0                     | -                              | -                              | -                              | -                              | -                       | -                       | -                       | -               | -               | -               | -         | -         | -         | -                    | -                    | -                    | 20    | 0     | 0     |
| 1981-1982             | Hambourg SV           | Bundesliga            | 10          | 0           | 0           | 3                     | 0                     | 0                     | C3                             | 5                              | 0                              | 0                              | -                       | -                       | -                       | -               | -               | -               | -         | -         | -         | -                    | -                    | -                    | 18    | 0     | 0     |
| Sous-total            | Sous-total            | Sous-total            | 28          | 0           | 0           | 5                     | 0                     | 0                     | -                              | 5                              | 0                              | 0                              | -                       | -                       | -                       | -               | -               | -               | -         | -         | -         | -                    | -                    | -                    | 38    | 0     | 0     |
| 1983                  | New York Cosmos       | NASL                  | 25          | 2           | 10          | -                     | -                     | -                     | -                              | -                              | -                              | -                              | -                       | -                       | -                       | -               | -               | -               | 2         | 0         | 0         | -                    | -                    | -                    | 27    | 2     | 10    |
| Total sur la carrière | Total sur la carrière | Total sur la carrière | 560         | 79          | 116         | 62                    | 5                     | 0                     | -                              | 76                             | 6                              | 2                              | 2                       | 0                       | 0                       | 4               | 0               | 0               | 33        | 5         | 0         | 103                  | 14                   | 2                    | 840   | 109   | 120   |

| S   | Buts | Date     | Lieu       | Adversaire           | Score | Compétition  |
| --- | ---- | -------- | ---------- | -------------------- | ----- | ------------ |
| 5   | 2    | 23/03/66 | Rotterdam  | Pays-Bas             | 4-2   | A            |
| 6   | 1    | 04/05/66 | Dublin     | République d'Irlande | 4-0   | A            |
| 9   | 2    | 12/07/66 | Sheffield  | Suisse               | 5-0   | Mondial 1966 |
| 12  | 1    | 23/07/66 | Sheffield  | Uruguay              | 4-0   | Mondial 1966 |
| 13  | 1    | 25/07/66 | Liverpool  | Union soviétique     | 2-1   | Mondial 1966 |
| 23  | 1    | 01/06/68 | Hanovre    | Angleterre           | 1-0   | A            |
| 42  | 1    | 14/06/70 | León       | Angleterre           | 3-2   | Mondial 1970 |
| 47  | 1    | 22/11/70 | Athènes    | Grèce                | 3-1   | A            |
| 53  | 1    | 30/06/71 | Copenhague | Danemark             | 3-1   | A            |
| 67  | 1    | 12/05/73 | Hambourg   | Bulgarie             | 3-0   | A            |
| 101 | 1    | 06/10/76 | Cardiff    | Pays de Galles       | 2-0   | A            |

## Palmarès

### Joueur
| Bayern Munich | New York Cosmos                                                                                               | Hambourg SV                                      | RFA |
| - Championnat d'Allemagne (4) - Champion en 1969, 1972, 1973, 1974 - Coupe d'Allemagne (4) - Vainqueur en 1966, 1967, 1969, 1971 - Regionalliga Sud (1) - Champion en 1965 - Coupe des clubs champions (3) - Vainqueur en 1974, 1975 et 1976 - Coupe des coupes (1) - Vainqueur en 1967 - Supercoupe de l'UEFA - Finaliste en 1975 et 1976 - Coupe intercontinentale (1) - Vainqueur en 1976 | - NASL (3) : - Champion en 1977, 1978 et 1980 - Coupe trans-atlantique (en) (2) : - Vainqueur en 1980 et 1983 | - Championnat d'Allemagne (1) - Champion en 1982 | - Coupe du monde (1) - Vainqueur en 1974 - Finaliste en 1966 - Troisième en 1970 - Championnat d'Europe (1) - Vainqueur en 1972 - Finaliste en 1976 |

### Entraîneur
| RFA                                                          | Olympique de Marseille                                                                                      | Bayern Munich                                                                         |
| - Coupe du monde (1) - Vainqueur en 1990 - Finaliste en 1986 | - Championnat de France (1) - Champion en 1991 - Finaliste de la Coupe d'Europe des Clubs Champions en 1991 | - Championnat d'Allemagne (1) - Champion en 1994 - Coupe UEFA (1) - Vainqueur en 1996 |

- Entraîneur de l'équipe FIFA en 1986

### Distinctions personnelles
- Ballon d'or en 1972 et 1976

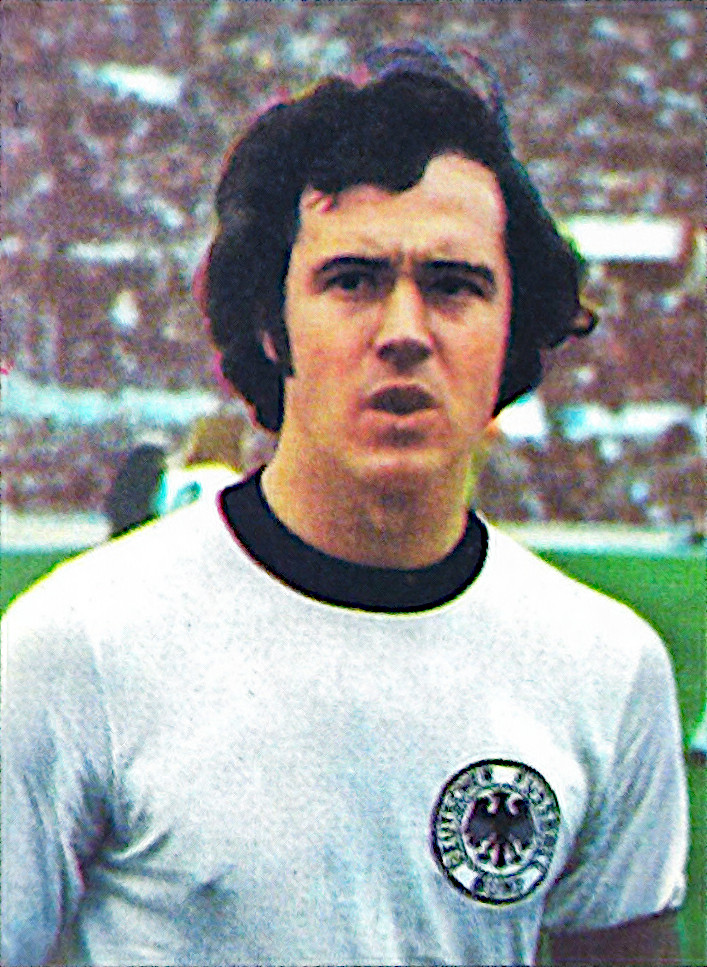
Franz Beckenbauer en 1975.

- Élu Footballeur allemand de l'année à 4 reprises : 1966, 1968, 1974 et 1976, ce qui constitue un record
- Troisième meilleur joueur du siècle IFFHS
- Meilleur joueur allemand du siècle IFFHS
- Membre du National Soccer Hall of Fame américain : depuis 1998
- Entraîneur mondial de l'année aux World Soccer Awards : 1990
- 29e meilleur entraîneur de tous les temps par World Soccer: 2013[42],[43]
- Élu deuxième meilleur joueur européen des cinquante dernières années dans le cadre du sondage réalisé pour le Jubilé de l'UEFA en 2004.
- Nommé dans la Dream Team FIFA[44]
- Reçoit le prix du président de l'UEFA en février 2013[45]
- Membre de la Ballon d'Or Dream Team en 2020.

### Double Ballon d'or
Quatrième en 1966, 1967 et 1968, septième en 1969, quatrième en 1970 puis cinquième en 1971 : depuis six ans, Franz Beckenbauer flirte, plus ou moins, avec la première place au classement du Ballon d'or au moment de le recevoir en 1972. La septième année est enfin la bonne pour « l'Empereur » Beckenbauer, couronné par le jury, dont il arrache l'adhésion sur le fil. Dix-septième Ballon d'Or de l'histoire et deuxième joueur allemand consacré après Gerd Müller, il devance deux autres compatriotes de deux petits points seulement (91 pour 89) : ce même Müller et Günter Netzer, le stratège de la Nationalmannschaft. Beckenbauer, plus souvent installé à la première place par les jurés (dix fois, contre sept pour Müller, cinq pour Netzer et trois pour Cruyff), profite de la relative dispersion de l'opposition.
En 1976, désigné quatorze fois à la première place contre six, seulement, à son principal concurrent, le Néerlandais Robert Rensenbrink, Franz Beckenbauer possède une certaine marge de sécurité qui lui vaut de compter une avance de 16 points au classement. Pourtant, le libero allemand est totalement absent du vote de cinq jurés (Autriche, Luxembourg, Portugal, Suède et URSS), preuve qu'il ne fait pas l'unanimité sur son nom.

## Dopage
Franz Beckenbauer est le premier à révéler en 1977 dans le magazine ouest-allemand Stern qu’il utilise son propre sang pour se stimuler : « J’ai une méthode particulière pour demeurer au top niveau : l’injection de mon propre sang. Ainsi, plusieurs fois par mois, mon ami Manfred Koehnlechner me fait une prise de sang à un bras pour injecter ce même sang dans une fesse. Il en résulte une inflammation artificielle. Le nombre des globules blancs, et surtout celui des globules rouges, se multiplie alors et des forces de résistance sont ainsi mobilisées dans l’organisme. »
Interrogé sur la chaîne allemande ZDF quant à un éventuel système de dopage en Allemagne dans les années 1970 et 1980, Franz Beckenbauer évoque « des injections de vitamines », affirmant ensuite ne pas savoir de quoi les fameuses injections étaient composées. « Bien sûr que nous avions des injections de vitamines, affirme le Kaiser. Comment pourrais-je le savoir... Le docteur nous disait : ce sont des injections de vitamines ». Ses déclarations se sont ensuite avérées contradictoires, l'ancienne star du football allemand affirmant n'avoir jamais été forcée à prendre des produits et toujours connaitre les compositions des substances qu'il pouvait ingérer.

## Activité caritative
À la fin de sa carrière professionnelle en tant que joueur de la Bundesliga, il fonde le 15 mai 1982 à Hambourg la Fondation Franz-Beckenbauer-Stiftung pour soutenir les personnes handicapées et malades et les personnes en détresse. Beckenbauer a donné à la fondation les recettes de son match d’adieu du 1er juin 1982 (Hamburger Sportverein vs équipe nationale 2:4) de 800'000 DM et a ajouté 200'000 DM supplémentaires.
Au cours des 40 dernières années, il a récolté plus de 20 millions d’euros. L’épouse de Beckenbauer, Heidrun Beckenbauer, est présidente de la fondation.

## Vie privée
Franz Beckenbauer est père de cinq enfants. Son fils Stephan (1968-2015), est également footballeur.